# Carolina Panthers/Zahlen und Rekorde
Diese Seite stellt die Statistiken, Fakten und Rekorde der Carolina Panthers dar.
Falls nicht anders angegeben, befinden sich die Daten auf dem Stand der letzten abgeschlossenen Saison. Die Quelle der Daten ist – wenn nicht anders angegeben – die Website pro-football-reference.com.

## Statistik
Nach Ende der Saison 2024 ließen sich folgende statistischen Werte ermitteln:
|                            | Wert |
| -------------------------- | ---- |
| Saisons gespielt           | 30   |
| Spiele Gesamt              | 501  |
| Siege Gesamt               | 228  |
| Niederlagen Gesamt         | 272  |
| Unentschieden Gesamt       | 1    |
| Regular-Season-Spiele      | 467  |
| Regular-Season-Siege       | 219  |
| Regular-Season-Niederlagen | 264  |
| Play-off Spiele            | 17   |
| Play-off-Siege             | 9    |
| Play-off-Niederlagen       | 8    |
| Spieler                    | 845  |
| Head Coaches               | 10   |
| Super-Bowl-Titel           | 0    |

## Rekorde
| Rekord                   | Spieler                          | Wert    |
| ------------------------ | -------------------------------- | ------- |
| Spiele gespielt          | J. J. Jansen                     | 243     |
| Offense                  |                                  |         |
| Geworfene Yards          | Cam Newton                       | 29.041  |
| Erlaufene Yards          | Jonathan Stewart                 | 7.318   |
| Gefangene Yards          | Steve Smith                      | 12.197  |
| Geworfene Touchdowns     | Cam Newton                       | 182     |
| Erlaufene Touchdowns     | Cam Newton                       | 58      |
| Gefangene Touchdowns     | Steve Smith                      | 67      |
| Passversuche             | Cam Newton                       | 3.980   |
| Erfolgreiche Pässe       | Cam Newton                       | 2.371   |
| Läufe                    | Jonathan Stewart                 | 1.699   |
| Fänge                    | Steve Smith                      | 836     |
| Defense                  |                                  |         |
| Touchdowns               | Captain Munnerlyn                | 5       |
| Interceptions            | Chris Gamble                     | 27      |
| erzwungene Fumbles       | Julius Peppers                   | 34      |
| Sacks                    | Julius Peppers                   | 97,0    |
| Tackles                  | Thomas Davis                     | 786     |
| Safeties                 | Mike Rucker Greg Hardy           | 2       |
| Special Teams            |                                  |         |
| Punt Returns             | Steve Smith                      | 178     |
| Punt-Return-Yards        | Steve Smith                      | 1.652   |
| Punt-Return-Touchdowns   | Steve Smith                      | 4       |
| Längster Punt-Return     | Steve Smith                      | 87 yds  |
| Yards je Punt Return     | Iheanyi Uwaezuoke                | 17,3    |
| Kick Returns             | Michael Bates                    | 233     |
| Kick-Return-Yards        | Michael Bates                    | 5.987   |
| Kick-Return-Touchdowns   | Michael Bates                    | 5       |
| Längster Kick-Return     | Damiere Byrd                     | 103 yds |
| Yards je Kick Return     | Captain Munnerlyn Trenton Cannon | 29,8    |
| meiste erzielte Punkte   | John Kasay                       | 1.482   |
| PAT-Versuche             | John Kasay                       | 438     |
| erfolgreiche PATs        | John Kasay                       | 429     |
| Field-Goal-Versuche      | John Kasay                       | 424     |
| erfolgreiche Field Goals | John Kasay                       | 351     |
| längstes Field Goal      | Graham Gano                      | 63 yds  |
| Punts                    | Jason Baker                      | 570     |
| gepuntete Yards          | Jason Baker                      | 25.064  |
| Yards je Punt            | Andy Lee                         | 49,1    |

## Direkter Vergleich
Mit 61 Spielen fanden die meisten Spiele der Panthers gegen die New Orleans Saints statt. Die beste Siegquote hat die Mannschaft aus Carolina gegen die Los Angeles Chargers.
| Gegner                | Erste Begegnung | Regular Season | Regular Season | Regular Season | Regular Season | Regular Season | Regular Season | Play-offs | Play-offs | Play-offs | Play-offs | Play-offs |
| Gegner                | Erste Begegnung | S              | N              | UE             | SQ             | P+             | P-             | S         | N         | SQ        | P+        | P-        |
| --------------------- | --------------- | -------------- | -------------- | -------------- | -------------- | -------------- | -------------- | --------- | --------- | --------- | --------- | --------- |
| Arizona Cardinals     | 1995            | 13             | 5              | 0              | ,722           | 443            | 343            | 2         | 1         | ,667      | 89        | 64        |
| Atlanta Falcons       | 1995            | 23             | 37             | 0              | ,383           | 1.188          | 1.339          |           |           |           |           |           |
| Baltimore Ravens      | 1996            | 4              | 3              | 0              | ,571           | 122            | 153            |           |           |           |           |           |
| Buffalo Bills         | 1995            | 2              | 6              | 0              | ,250           | 115            | 173            |           |           |           |           |           |
| Chicago Bears         | 1995            | 3              | 9              | 0              | ,250           | 204            | 271            | 1         | 0         | 1,000     | 29        | 21        |
| Cincinnati Bengals    | 1999            | 3              | 4              | 1              | ,438           | 213            | 205            |           |           |           |           |           |
| Cleveland Browns      | 1999            | 4              | 3              | 0              | ,571           | 148            | 124            |           |           |           |           |           |
| Dallas Cowboys        | 1997            | 3              | 12             | 0              | ,200           | 258            | 334            | 2         | 0         | 1,000     | 55        | 27        |
| Denver Broncos        | 1997            | 2              | 6              | 0              | ,250           | 145            | 191            | 0         | 1         | ,000      | 10        | 24        |
| Detroit Lions         | 1999            | 8              | 4              | 0              | ,667           | 298            | 252            |           |           |           |           |           |
| Green Bay Packers     | 1997            | 6              | 11             | 0              | ,353           | 393            | 475            | 0         | 1         | ,000      | 13        | 30        |
| Houston Texans        | 2003            | 5              | 2              | 0              | ,714           | 138            | 110            |           |           |           |           |           |
| Indianapolis Colts    | 1995            | 5              | 3              | 0              | ,625           | 145            | 190            |           |           |           |           |           |
| Jacksonville Jaguars  | 1996            | 4              | 4              | 0              | ,500           | 134            | 178            |           |           |           |           |           |
| Kansas City Chiefs    | 1997            | 2              | 6              | 0              | ,250           | 186            | 177            |           |           |           |           |           |
| Las Vegas Raiders     | 1997            | 4              | 4              | 0              | ,500           | 203            | 196            |           |           |           |           |           |
| Los Angeles Chargers  | 1997            | 6              | 2              | 0              | ,750           | 171            | 135            |           |           |           |           |           |
| Los Angeles Rams      | 1995            | 12             | 10             | 0              | ,545           | 442            | 456            | 1         | 0         | 1,000     | 29        | 23        |
| Miami Dolphins        | 1998            | 2              | 6              | 0              | ,250           | 152            | 199            |           |           |           |           |           |
| Minnesota Vikings     | 1996            | 6              | 11             | 0              | ,353           | 353            | 343            |           |           |           |           |           |
| New England Patriots  | 1995            | 4              | 3              | 0              | ,571           | 126            | 166            | 0         | 1         | ,000      | 29        | 32        |
| New Orleans Saints    | 1995            | 29             | 31             | 0              | ,483           | 1.252          | 1.338          | 0         | 1         | ,000      | 26        | 31        |
| New York Giants       | 1996            | 7              | 6              | 0              | ,538           | 319            | 305            | 1         | 0         | 1,000     | 23        | 0         |
| New York Jets         | 1995            | 5              | 3              | 0              | ,625           | 179            | 157            |           |           |           |           |           |
| Philadelphia Eagles   | 1996            | 4              | 9              | 0              | ,308           | 256            | 318            | 1         | 0         | 1,000     | 14        | 3         |
| Pittsburgh Steelers   | 1996            | 1              | 7              | 0              | ,125           | 114            | 251            |           |           |           |           |           |
| San Francisco 49ers   | 1995            | 13             | 9              | 0              | ,591           | 545            | 514            | 0         | 1         | ,000      | 10        | 23        |
| Seattle Seahawks      | 2000            | 4              | 9              | 0              | ,309           | 240            | 292            | 1         | 2         | ,333      | 62        | 89        |
| Tampa Bay Buccaneers  | 1995            | 25             | 24             | 0              | ,510           | 1.037          | 979            |           |           |           |           |           |
| Tennessee Titans      | 1996            | 3              | 4              | 0              | ,429           | 125            | 140            |           |           |           |           |           |
| Washington Commanders | 1995            | 7              | 11             | 0              | ,389           | 382            | 394            |           |           |           |           |           |

Legende:
| Siege                         | Niederlagen        | Unentschieden         |
| SQ gewonnene Spiele (relativ) | P+ gemachte Punkte | P- gegnerische Punkte |

## Erstrunden Draftpicks
Nachfolgend werden hier alle Erstrunden Draftpicks aus dem NFL Draft aufgelistet, welche die Carolina Panthers seit ihrer Gründung 1995 getätigt haben. Der Expansion Draft von 1995 wird dabei nicht berücksichtigt.

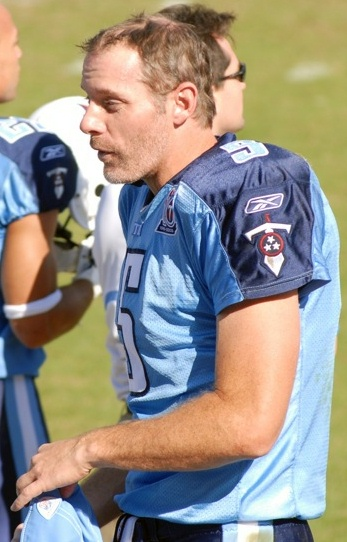
Kerry Collins war der erste Erstrundendraftpick der Panthers und führte die Panthers in ihrem 2. Jahr in die Play-offs.

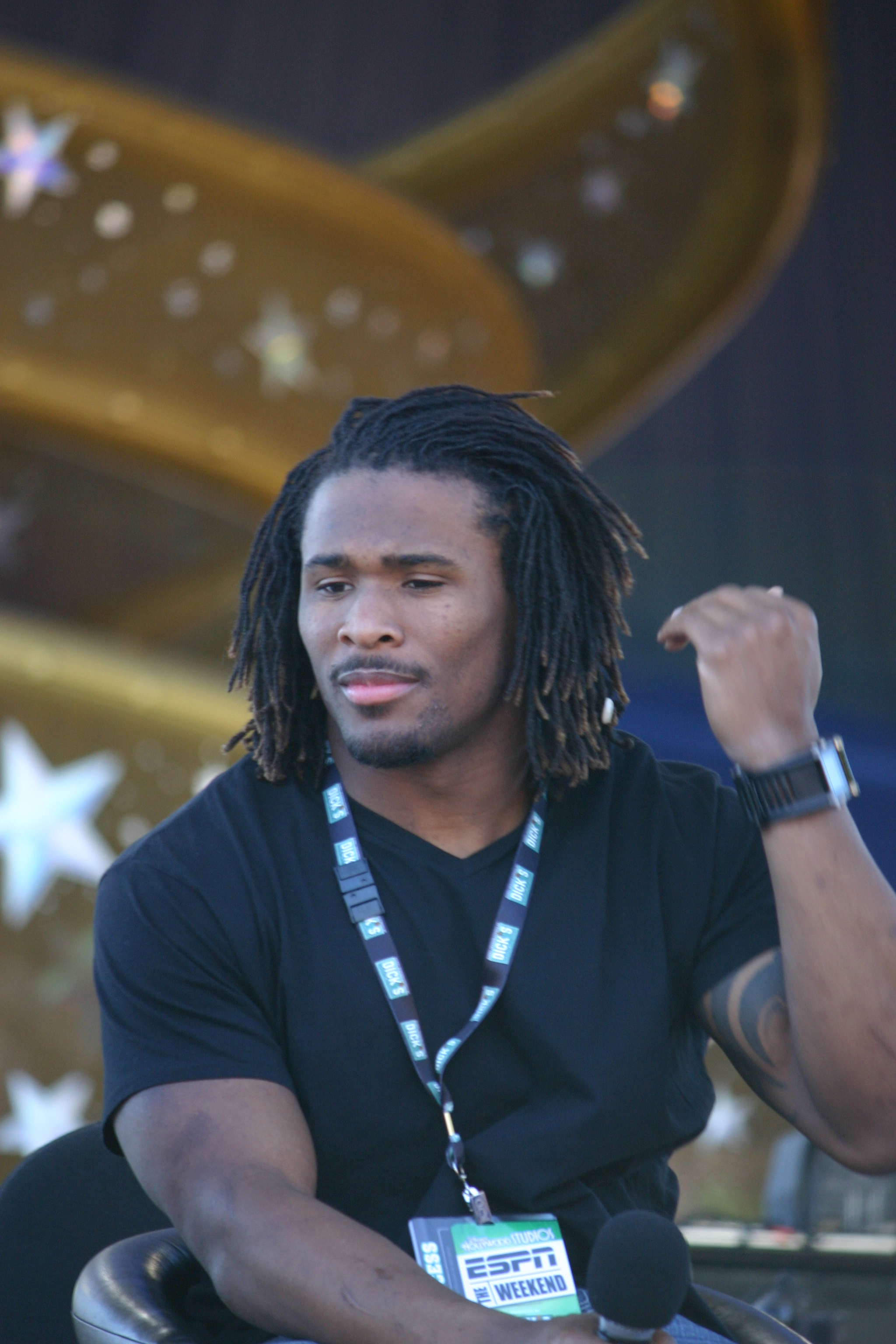
DeAngelo Williams hält bei den Panthers unter anderem noch den Rekord für die meisten erlaufenen (rushing) Yards und Touchdowns in einer Saison.

| Jahr | Gesamtpick | Name                  | Position         | College           |
| ---- | ---------- | --------------------- | ---------------- | ----------------- |
| 1995 | 5          | Kerry Collins^        | Quarterback      | Penn State        |
| 1995 | 22         | Tyrone Poole          | Cornerback       | Fort Valley State |
| 1995 | 29         | Blake Brockermeyer    | Tackle           | Texas             |
| 1996 | 8          | Tshimanga Biakabutuka | Runningback      | Michigan          |
| 1997 | 27         | Rae Carruth           | Wide Receiver    | Colorado          |
| 1998 | 14         | Jason Peter           | Defensive End    | Nebraska          |
| 1999 | -          | kein Pick             | -                | -                 |
| 2000 | 23         | Rashard Anderson      | Cornerback       | Jackson State     |
| 2001 | 11         | Dan Morgan^           | Linebacker       | Miami             |
| 2002 | 2          | Julius Peppers! ^     | Defensive End    | North Carolina    |
| 2003 | 8          | Jordan Gross^         | Tackle           | Utah              |
| 2004 | 28         | Chris Gamble          | Cornerback       | Ohio State        |
| 2005 | 14         | Thomas Davis ^        | Linebacker       | Georgia           |
| 2006 | 27         | DeAngelo Williams^    | Runningback      | Memphis           |
| 2007 | 25         | Jon Beason^           | Linebacker       | Miami             |
| 2008 | 13         | Jonathan Stewart^     | Runningback      | Oregon State      |
| 2008 | 19         | Jeff Otah             | Tackle           | Pittsburgh        |
| 2009 | -          | kein Pick             | -                | -                 |
| 2010 | -          | kein Pick             | -                | -                 |
| 2011 | 1          | Cam Newton ^          | Quarterback      | Auburn            |
| 2012 | 9          | Luke Kuechly ^        | Linebacker       | Boston College    |
| 2013 | 14         | Star Lotulelei        | Defensive Tackle | Utah              |
| 2014 | 28         | Kelvin Benjamin       | Wide Receiver    | Florida State     |
| 2015 | 25         | Shaq Thompson         | Linebacker       | Washington        |
| 2016 | 30         | Vernon Butler         | Defensive Tackle | Louisiana Tech    |
| 2017 | 8          | Christian McCaffrey^  | Runningback      | Stanford          |
| 2018 | 24         | D. J. Moore           | Wide Receiver    | Maryland          |
| 2019 | 16         | Brian Burns^          | Linebacker       | Florida State     |
| 2020 | 7          | Derrick Brown^        | Defensive Tackle | Auburn            |
| 2021 | 8          | Jaycee Horn^          | Cornerback       | South Carolina    |
| 2022 | 6          | Ikem Ekwonu           | Tackle           | NC State          |
| 2023 | 1          | Bryce Young           | Quarterback      | Alabama           |
| 2024 | 32         | Xavier Legette        | Wide Receiver    | South Carolina    |
| 2025 | 8          | Tetairoa McMillan     | Wide Receiver    | Arizona           |

Legende:
| ^ | = Pro Bowler    |
| ! | = Hall of Famer |